# Одеський морський торговельний порт
Державне підприємство «Оде́ський морськи́й торговельний порт» — один із найбільших українських морських портів, один із найбільших портів в басейні Чорного моря і єдиний порт України який здатний приймати суда класу Panamax. З загальною річною пропускною здатністю до 50 млн т (25 млн т сухих вантажів і 25 млн т рідинних вантажів). Відповідно до Закону України «Про морські порти України» функції адміністрації морського порту виконує Одеська філія державного підприємства Адміністрації морських портів України. 
Сильно пошкоджений унаслідок ракетної атаки Російської Федерації 25 вересня 2023 року.

## Статистика
2007 року портом оброблено 31,3 млн т вантажів та 523 881 TEU, що робило його найбільш завантаженим вантажним і контейнерним портом в Україні.
Найбільший обсяг вантажу був 2002 року, коли в порту було оброблено 13,2 млн т сухих вантажів і 20,4 млн т рідких продуктів.
В 2024 році морські порти України обробили рекордні 97,2 млн т вантажів, зокрема Одеський порт (ІІІ місце в країні) – 18,30 млн т.
| Статистика 2001—2007 (млн т)   | Роки   | 2001   | 2002   | 2003   | 2004   | 2005   | 2006   | 2007 |
| Зерно                          | 1,17   | 2,81   | 1,17   | 1,17   | 3.2    | 2,81   | 2,81   |      |
| Цукор                          | 0,20   | 1,17   | 1,17   | 0,20   | 0,20   | 0,20   | 0,20   |      |
| Руда, вугілля                  | 0,20   | 0,20   | 0,20   | 0,20   | 0,20   | 1,17   | 1,17   |      |
| Метали                         | 6.8    | 7.6    | 6.8    | 7.6    | 6.8    | 6.8    | 5.1.   |      |
| Лісоматеріали                  | 0,20   | 0,20   | 0,20   | 0,20   | 0,20   | 0,20   | 0,20   |      |
| Швидкопсувні                   | 0,20   | 0,20   | 0,20   | 0,20   | 0,20   | 0,20   | 0,20   |      |
| Контейнери                     | 0,20   | 1,17   | 1,17   | 2,81   | 2,81   | 3.2    | 4.8    |      |
| Мінерали, будівельні матеріали | 0,20   | 0,20   | 0,20   | 0,20   | 0,20   | 0,20   | 0,20   |      |
| Інше.                          | 0,20   | 0,20   | 0,20   | 0,20   | 0,20   | 0,20   | 0,20   |      |
| Сухі вантажі                   | 10.5.  | 13,24  | 5,2    | 5,2    | 14.1.  | 15,095 | 15,900 |      |
| Наливні                        | 18,541 | 20,400 | 21,052 | 18,173 | 5,2    | 5,2    | 15,469 |      |
| Нафта                          | 13,24  | 5,2    | 13,24  | 10.5.  | 7.6    | 8,99   | 10.5.  |      |
| Нафтопродукти                  | 4.8    | 7.6    | 7.6    | 6.8    | 4.8    | 3.2    | 4.8    |      |
| Зріджений газ                  | 0,20   | 0,20   | 0,20   | 0,20   | 0,20   | 0,20   | 0,20   |      |
| Рослинні олії                  | 0,20   | 0,20   | 0,20   | 0,20   | 0,20   | 0,20   | 0,20   |      |
| Мастила                        | 0      | 0      | 0      | 0,20   | 0,20   | 0,20   | 0,20   |      |
| Всього                         | 28,642 | 33.60  | 33.60  | 30.00  | 26,847 | 28,010 | 31,369 |      |

## Термінали

### Транзит-вантажний термінал
Термінал відкрився 13 травня 2005 р. і має площу складу в 51 500 м 2.

### Універсальний комплекс обробки №11
Комплекс був зданий в експлуатацію 26 червня 2003 року. УКо це універсальний комплекс, який спеціалізується на обробці широкого списку вантажів: металеві вироби (арматура, заготовка, катанка, кутник, руда тощо: лісові, навалювальні вантажі та контейнери.

### Нафтовий і газовий термінал
Нафтовий і газовий термінал має шість причалів загальною ємністю 671 000 м3.
Термінал має два спеціалізованих причали для природного газу з пропускною спроможністю 700 тис т зрідженого газу на рік.
Термінал нафти і газу має річну потужність у 25 500 000 т на рік:
- 15 300 000 т нафти
- 6 200 000 тонн мазуту
- 2 500 000 т дизельного палива
- 800 000 тонн нафтопродуктів (бензин, вакуумний газойль)
- 700 000 т скрапленого газу.

### Пасажирський термінал

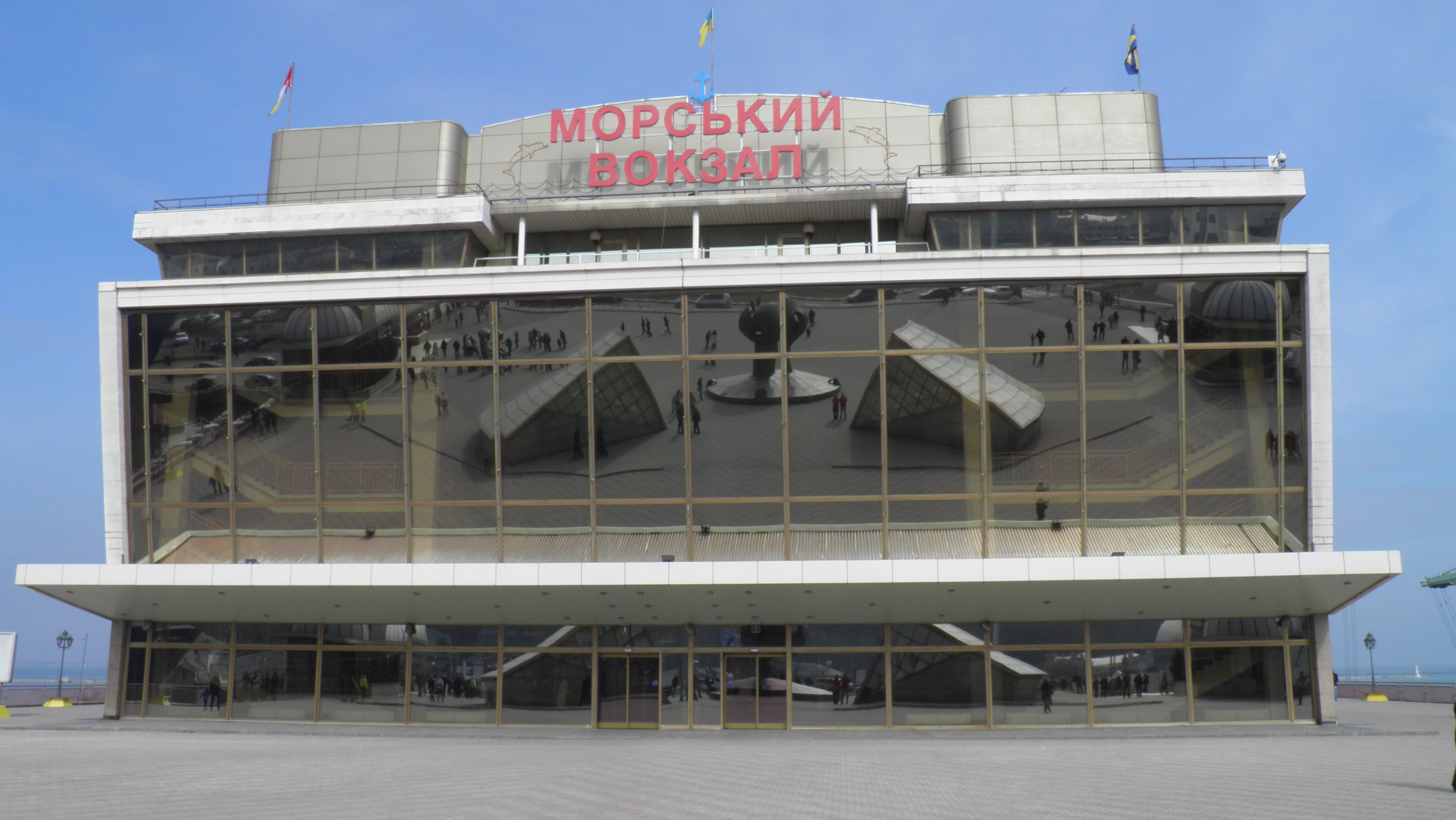
Будівля морського вокзалу

Порт «Одеса» є одним із найбільших пасажирських терміналів у басейні Чорного моря. В 2007 році він обслугував близько 4 млн пасажирів.

### Контейнерний термінал
Транспортний холдинг ТОВ «Євротермінал», який є одним з операторів Одеського морського порту, має намір побудувати контейнерний термінал площею майже 12 га. Також заплановано будівництво двох критих складів площею по 20 тис. кв. м, один з яких, зокрема, буде призначений для розвантаження (навантаження) та зберігання сипучих вантажів. Також холдинг зведе лабораторії для аналізу якості зернових і олійних культур та відкриті складські майданчики площею майже 22 га.
У планах компанії будівництво під'їзних залізничних колій до території «Євротерміналу» довжиною в 1 км для подачі близько 104 вагонів на добу і прилеглих до них других під'їзних залізничні колій.

## Розслідування
2015 року в порту провадилось будівництво причалу, в рамках якого держпідприємство зазнало збитків на 21 млн грн. Після розслідування під підозрою опинились колишній начальник Одеської філії ДП «АМПУ», головний інженер порту, директор приватної компанії-переможниці закупівлі, екс-директор приватної компанії-орендаря днопоглиблювального каравану. Один з підозрюваних є наближеним до народного депутата України VII і VIII скликань, знаходиться в розшуку.

## Російсько-українська війна
22 липня 2022 року, у Стамбулі за результатами чотиристоронньої зустрічі України, Туреччини, ООН та Росії підписано угоду, за якою буде здійснюватися легальний імпорт зерна та іншого продовольства з портів України.
23 липня 2022 року російські загарбники атакували порт крилатими ракетами типу «Калібр». Дві ракети було збито силами ППО ЗСУ, дві влучили в об'єкти інфраструктури порту. Кілька людей було поранено. Під час атаки у сховищах знаходилося українське зерно, призначене для експорту.
1 серпня 2022 року, вперше за понад п'ять місяців морської блокади, з порту «Одеса» вийшло судно, завантажене українським продовольством. Судно «RAZONI» під прапором Сьєрра-Леоне попрямувало до порту Триполі у Лівані з 26 тис. т української кукурудзи.
В ніч на 25 вересня 2023 року, внаслідок ракетного удару російськими окупантами, завдано руйнування припортової інфраструктури, суттєво пошкоджена будівля Морвокзалу і готелю «Одеса», знищені зерносховища, пошкоджені складські будівлі.